# Belmont (Maine)
Belmont város az USA Maine államában, Waldo megyében. Lakosainak száma 976 fő (2020. április 1.).

## Népesség
A település népességének változása:

| 2010 | 942 |
| 2020 | 976 |